# 육군학생군사학교
육군학생군사학교(陸軍學生軍事學校, 영어: Army Cadet Military School, 별칭: 문무대(文武臺))는 대한민국 육군의 학군사관을 비롯하여, 학사사관, 간부사관 등 10개 과정의 양성교육을 전담하는 대한민국 최대의 장교양성 기관이며, 전군의 예비군 지휘관과 각 부대별 동원 및 예비군 업무 담당자들에 대한 교육도 전담하고 있다. 충청북도 괴산군 괴산읍 문무로 177에 위치하고 있다.

## 연혁
1960년대 초, 당시 매우 불안정한 국가 안보상황에 대처하기 위해 당시 정부는 자주 국방력 확보 차원에서 시급히 군사력을 증가시켜야하는 절체 절명의 입장에 처하였고 이의 일환으로 대학에 재학 중인 우수 학생들을 선발하여 군사교육을 실시하고 졸업과 동시에 장교로 임관시켜 군의 초급 지휘자로 활용하는 제도를 시행함으로써 당시 군의 지휘 체계상 가장 심각한 문제였던 초급 지휘자들의 자질 문제를 대학을 졸업한 엘리트자원으로 단기간내 대거 충원하여 상비전력을 획기적으로 증강시키고, 현역복무 후에는 이들을 예비군지휘자로 편입시킴으로써 예비전력을 실질적으로 전력화할 수 있을 뿐만 아니라 이와같은 대규모적인 군 장교 충원에 소요되는 양성 교육 예산 부담을 현격히 경감시킬 수 있는 등의 다면적인 정책 목표를 가지고 ROTC(Reserve Officers’ Training Corps) 제도가 탄생하게 되었다. 이러한 ROTC 제도는 대학 재학생중에서 우수자를 선발하여 2년간의 군사 훈련을 실시함으로써 대학의 전공학문 완성과 더불어 소정의 군사 지식과 실무 능력을 갖춘 문무겸전의 우수한 장교를 대규모로 양성하여 활용할 수 있는 효율성이 매우 높은 제도로서 미국의 ROTC 제도를 모델로 하여 시행되었다.
2011년 11월 1일, 경기도 성남시에서 현 위치인 충청북도 괴산군으로 학교를 이전하며 26년의 성남시대를 마감하고 문무를 겸비한 호국간성의 요람으로서 새로운 도약을 시작했다. 이듬해 2012년 1월 1일부로 '학생중앙군사학교'에서 '육군학생군사학교'로 명칭을 변경하면서 학군사관을 비롯하여 학사사관, 간부사관, 법무사관, 의무사관, 수의사관, 군종사관, 전문사관, 기술행정·항공운항준사관, 안보지원준사관, 통·번역준사관 등 총 10개 과정의 양성교육을 전담함으로써 기능과 역할이 크게 확대되었다.
2022년 4월 1일, 기존의 육군교육사령부 예하에서 육군본부 직할로 예속변경되었다.

## 기능
육군학생군사학교는 1992년 9월 1일 전국 학군단이 예속된 이후 전국에 산재해 있는 111개 학군단을 지휘통제하고 연중 학군사관후보생(ROTC)에 대한 대학내 교내교육, 동·하계 방학 동안의 입영 훈련(동계2주, 하계4주) 등 각종 교육 훈련을 통해 정예 초급간부 육성에 매진하고 있다. 또한 '육군학생군사학교'로 명칭을 변경한 2012년부터는 학군사관후보생 교육 외에도 학사사관, 간부사관, 특수사관, 준사관 등 10개 과정의 장교후보생 교육을 전담하고 있으며, 국내 유일의 전문교관들이 전군의 예비군 지휘관과 각 부대별 동원 및 예비군 업무 담당자를 대상으로 체계적인 동원 및 예비군업무 관련 교육을 실시하고 있다.
육군학생군사학교는 151만여 평의 부지에 교육시설과 훈련장, 체력단련장, 영외숙소 등 체계적이고 내실있는 교육훈련을 위한 최적의 환경이 구축되어 있다. 이 중 후보생 생활관은 6개동 480실로 4,800여명을 동시에 수용이 가능해 학군사관 후보생 입영 훈련 시 2개 학년 동시 통합 교육이 가능하다.
또한 야외훈련장은 127만평 부지에 16개 과목 54개 교장이 설치되어 있는데, 1개 과목당 1~4개의 교장으로 구성되어 있어 사계절 야외교육이 가능한 전천후 강의장에서 5,000여명이 동시에 교육을 받을 수 있다. 최첨단 시설 및 훈련장을 갖추고 10개의 양성과정을 전담하고 있는 육군학생군사학교는 문무를 겸비한 호국간성의 요람으로서 명실상부한 대한민국 육군장교 양성의 중추적인 기관으로 자리매김했다.

## 학군사관후보생 양성교육
학군사관후보생 교육은 평상시 대학 내에서 이루어지는 교내교육과 방학기간을 이용해서 이루어지는 동·하계 입영훈련으로 구분하여 실시한다.

### 1) 선발
지원 자격은 임관일 기준 만 20세 이상 27세 이하의 남자와 여자로 남자는 대학교 1·2학년(5년제는 2·3학년), 여자는 대학교 2학년(5년제는 3학년)으로 졸업과 동시에 임관이 가능한 자에 한한다. 2010년 여대 최초로 숙명여자대학교가 여자 학생군사교육단으로 창설되어 각 기수당 30명씩 선발한다. 그 외에도 전국구로 여성 학군사관후보생들을 선발하기 시작했다. 2013년 첫 여군 학군사관후보생들이 소위로 임관하였다. 선발은 3 단계로 이루어진다. 1단계는 필기고사, 대학성적 등을 통해 선발정원의 2배수를 선발하여 2단계 전형에서 체력검정, 면접을 실시한다. 그 후 최종 3단계에서 신원조사와 신체검사를 통해 최종 합격 인원과 예비합격자(1학년 제외)를 선발한다.
2010년부터는 대학 신입생(1학년)을 대상으로 선발하기 시작하여 51기와 52기를 동시에 모집하였다. 이는 1학년을 마치고 현역에 입대하는 인원들 중 우수한 인원을 미리 선발함으로써 우수한 육군장교 인원을 미리 선발함으로써 우수한 육군장교 인원을 사전에 획득하는 차원에서 시행되었다.

### 2) 교내교육
대학 수업과 동일한 방법으로 이루어지는 교내교육은 대학 내 학군단에서 전공과목과 병행하여 군사적인 기본소양을 습득하는 과정으로서 군사적인 기초지식을 함양하고 장차 소대장으로서 기본적인 지휘 및 관리 능력을 배양하는데 목적을 둔다. 교내교육 기간은 대학의 학사일정을 고려하여 1,2학기로 구분하며, 각 학기간 12주 실시한다.

### 3) 훈육
입단 후 3학년은 군인화 단계로서 군인 기본자세 및 군인관의 확립목표를 가지고 생활한다. 이 기간에는 후보생 생활에 대한 적응이 되지 않은 기간으로 훈육관 및 자치지휘 근무자에 의한 집중적인 지도를 받게 되는데 믿고 따르는 생활이 중요하고 이를 위해 기본자세, 규정준수, 군대예절 등의 교육이 집중적으로 실시된다.
4학년은 장교화 단계로서 '후보생 생활의 꽃'이라고 불리는 기간이다. 4학년 1학기에는 장교로서의 창의적인 업무능력을 배양하고 4학년 2학기 기간에는 후보생 생활을 마무리하는 기간으로서 그 동안 후보생 생활에서 배우고 익힌 것을 바탕으로 소대장으로서 임무를 수행하는데 필요한 부하지도능력 배양을 생활 목표로 하고 있다.
따라서 항상 솔선수범을 바탕으로 자치지휘근무를 통한 지휘능력 배양, 소대장 업무 수행 연구와 같은 야전 즉응력을 배양하는데 중점을 두고 생활하게 된다.

### 4) 기초군사훈련
기초군사훈련은 매년 12월말에서 다음년도 2월까지 육군학생군사학교에서는 가입단자들이 정식 학군사관후보생이 되기 위한 훈련이다. 기초군사훈련은 1,2차로 구분하여 2주 동안 진행되며 군인이 되기 위해 처음 받는 훈련이기 때문에 가장 기초적인 군사훈련과 후보생 생활 적응 프로그램으로 구성되어 있다.
즉, 전투복 착용요령부터 시작하여 1주차에는 제식훈련 등 군인기본자세교육을 중점적으로 실시하고, 2주차에는 기초전기훈련으로 개인화기 사격, 경계 등을 실습하게 되고 행군 등을 한다. 또한 훈련기간 동안 가용한 시간을 활용하여 후보생 생활에 필요한 각종 행동요령과 예절 등을 습득함으로써 후보생 생활에 대한 적응훈련도 병행하게 된다.

### 5) 하계입영훈련
매년 6월 말부터 8월 말까지 육군학생군사학교에서 3학년 및 4학년 학군사관후보생들이 군인화와 장교화에 중점을 두고 성숙한 장교 후보생으로서의 병 기본훈련 및 분·소대전술훈련, 리더십 등을 교육받게 된다. 하계입영훈련은 1,2차로 구분하여 4주 동안 진행되며 가입단 시기의 기초군사훈련과 교내교육을 통해 숙달된 군사지식을 토대로 병 기본훈련과 장교로서의 부대 지휘능력 및 리더십 등을 집중적으로 교육받는다.
3학년은 병 기본훈련을 숙달함으로써 지휘자로서의 기본적인 전투기술을 배우며, 4학년은 분·소대 전술훈련을 통해 소부대 지휘자로서의 지휘능력을 극대화시킨다. 훈련을 담당하는 요원은 기초군사훈련 시와 동일하게 현재 학군단 교관 및 훈육관들로 하계입영훈련에 포함된 전 과목을 개인의 군사전문 지식 및 근무경험 등을 고려하여 편성하며, 훈련 기간 동안 육군학생군사학교에 상주하며 후보생들에게 보다 나은 교육과 훈육을 위하여 최선의 노력을 다한다.

### 6) 동계입영훈련
매년 12월 말부터 다음해 1월 말까지 육군학생군사학교에서 3학년 후보생들이 장교화에 중점을 두고 바람직한 장교상 확립 및 기본 전투기술 숙달에 중점을 두고 교육을 받게 된다. 동게입영훈련은 1,2차로 구분하여 2주 동안 진행된다. 입단 전 실시하였던 기초군사훈련과는 교육 내용과 강도가 다르며 교내교육과 하게입영훈련을 통해 습득한 이론 및 실기를 기초로 실기실습 위주의 군사지식 체득에 중점을 두고 집중적으로 교육을 받는다. 개인화기 및 K-201, 편제화기 등의 교육내용을 습득함으로써 기본 전투기술을 숙달하고 지휘 및 훈육의 교육을 통해 리더십을 갖춘 바람직한 장교상을 확립하게 된다.

### 7) 학군단 설치 대학
| 지역 | 대학 |
| --- | --- |
| 서울 | 서울대(101), 고려대(102), 성균관대(103), 연세대(107), 경희대(108), 중앙대(111), 동국대(112), 건국대(113), 한양대(115), 한국외대(119), 국민대(129), 서강대(131), 홍익대(133), 숭실대(136), 광운대(142), 서울시립대(143), 세종대(162), 한성대(196), 서울과학기술대(201), 상명대(202), 서경대(206), 대진대(208), 숙명여대(217), 성신여대(218), 이화여대(225) |
| 경기북부 | 인하대(120), 명지대(130), 인천대(132), 가천대(151), 경인교대(176), 강남대(205), 가톨릭대(207), 성균관대(자연과학)(1031), 경희대(국제)(1081), 한양대(ERICA)(1151) |
| 경기남부 | 단국대(125), 경기대(122), 아주대(139), 수원대(158), 용인대(203), 백석대(209), 평택대(216), 남서울대(222), 중앙대(안성)(1111), 단국대(천안)(1251), 상명대(천안)(2021) |
| 강원 | 강원대(127), 가톨릭관동대(147), 상지대(156), 국립강릉원주대(163), 한림대(171), 세명대(183), 경동대(220), 연세대(미래)(1071) |
| 충청북부 | 고려대(세종)(1021), 건국대(GLOCAL)(1131), 서원대(124), 세명대(183), 청주대(137), 충북대(123), 한국교원대(150), 홍익대(세종)(1331), 호서대(166) |
| 충청남부 | 충남대(116), 국립공주대(135), 한남대(146), 대전대(168), 목원대(169), 배재대(170), 건양대(200), 국립한밭대(210), 우송대(223) |
| 호남 | 전남대(105), 전북대(106), 조선대(118), 원광대(128), 전주대(144), 우석대(153), 국립군산대(155), 국립순천대(159), 국립목포대(160), 동신대(172), 호남대(193), 광주대(221), 전남대(여수)(1051) |
| 대구·경북 | 경북대(109), 영남대(121), 울산대(140), 대구대(145), 금오공대(152), 국립경국대(161), 대구한의대(198), 대구가톨릭대(212), 동양대(213), 계명대(138), 동국대(WISE)(1121) |
| 부산·경남 | 부산대(110), 동아대(117), 경상국립대(126), 경남대(141), 동의대(148), 경성대(149), 국립부경대(157), 국립창원대(165), 인제대(173), 부산외대(199), 동명대(215) |
| ※ 굵은 글씨는 여자 ROTC가 설치된 대학(2010년 9월 14일 설치.) ※ 학교명 뒤의 괄호는 해당 학군단의 번호를 의미함 ※ 다른 지역 부속 캠퍼스는 링크를 하지 않음. | |

## 학사사관후보생 양성교육

### 1) 선발
학사사관의 경우 4년제 대학교 졸업자(예정자) 또는 이와 동등 이상의 학력 소지자(예정자)로서 임관일 기준 만 20~27세의 남, 여 사관후보생을 선발하며 육군학생군사학교에 입교하여 양성교육을 받는다. 국가고시 합격자와 박사과정 수료자는 만 29세까지 지원할 수 있다. 2014년 이전까지는 학사사관과 여군사관으로 임관구분이 다르게 분류되었으나 2015년 6월 1일부로 여군사관은 학사사관으로 통합되었고, 여군 55기(2010년 임관) 이후 임관자부터 임관구분을 학사사관으로 단일화하였다. 학사사관의 선발 및 양성과정은 미국의 OCS (Officer Candidate School)와 영국의 샌드허스트 육군사관학교와 비슷하다.

### 2) 양성교육
육군 학사사관은 2011년까지 육군3사관학교에서 16주의 장교양성 과정을 이수하고 소위로 임관하였으며 2012년부터는 육군학생군사학교에서 장교양성교육을 받고 임관하고 있다. 학사사관은 가입교 1주 + 군인화 5주 + 신분화 11주로, 가입교 주를 제외하고 총 16주의 교육을 진행하며 직무보수교육은 임관 후 각 병과학교에서 16주간 추가로 진행된다.
- 가입교(1주)
  - 보급품 및 각종 장비 지급, 기본제식, 군가, 각종법규 및 규정, 내무교육 및 군대예절 교육
- 군인화 단계(5주)
  - 교육과목: 정신교육, 기초군사학, 화기학, 일반학
  - 주요 교육내용: 제식훈련 및 정신교육, 각개전투, 화생방, 구급법 등 기초군사훈련, 체력단련
- 신분화 단계(11주)
  - 교육과목: 정신교육, 전술학, 개인화기, 리더십, 교수법, 부대 지휘관리
  - 주요 교육내용: 분 · 소대전술, 독도법, 지휘통솔 관련 훈련

학사사관 후보생을 대상으로 진행되는 일반과정을 훈육목표는 '올바른 가치관과 지휘력을 갖춘 장교 양성'이며 중점은 다음과 같다.
- 장교로서 올바른 가치관과 품성 배양
- 군인기본자세 확립
- 부하를 능가하는 강인한 체력 배양
- 리더십 배양 (자신감 넘치는 전투지휘자 육성)

## 간부사관, 전문사관 양성교육
육군학생군사학교는 학군사관후보생, 학사사관후보생 교육 외에도 간부사관, 전문사관, 법무사관, 의무사관, 수의사관, 군종사관, 기술행정·항공운항준사관, 안보지원준사관, 통·번역준사관 등 총 10개 과정의 양성교육을 전담하고 있으며, 각 과정별로 학력, 지원자격 등 상이한 선발기준과 교육기간(3~16주), 그리고 별도의 교육과정을 이수하고 임관한다.

## 교육 중 신분
- 장교가 되기 위해 군사교육을 받는 자의 신분은 사관후보생이다. 군인사법 시행령 제8조는 사관생도·사관후보생 및 학생군사교육단 사관후보생과정의 학생을 장교후보생으로 규정하며, 병역법 제2조 제1항 제4호는 장교후보생의 임관전·입영훈련기간 중 법적신분은 출신구별 없이 무관후보생(현역의 사관생도, 사관후보생, 준사관후보생 및 부사관후보생과 제1국민역의 사관후보생 및 부사관후보생)으로 규정하고 있다. 군인사법 시행령 제2조 제1항 제1호는 장교후보생의 서열을 준사관 다음으로 규정하고 있다.
- 군인보수법 제20조 제1항은 "사관생도·사관후보생 등 장교후보생과 부사관후보생의 보수에 관하여는 대통령령으로 정한다" 고 규정하고 있으며, 2017년 현재 각 과정별 사관후보생 및 입영훈련 중인 학생군사교육단 3학년 사관후보생은 (2024년 기준) 월 248,120원, 입영훈련 중인 학생군사교육단 4학년 사관후보생은 월 463,800원을 지급하고 있다.

## 임관 및 진급
사관후보생 과정별로 성적우수자는 임관식에서 대통령상, 국무총리상, 국방부장관상, 육군참모총장상, 육군교육사령관상, 육군학생군사학교장상을 수항하게 되며, 임관시 선택가능한 병과도 다양하다. 주로 전공 분야와 본인의 지원을 고려하여 병과 분류가 이루어진다.
- 전투병과 : 보병, 포병, 기갑, 공병, 정보통신, 정보, 방공, 항공(임관 후 중위 복무 중 지원가능)
- 기술병과 : 화생방, 병참, 병기, 수송
- 행정병과 : 인사, 군사경찰, 재정, 공보정훈
- 특수병과 : 의정

각 대학을 졸업 후 임관하는 학군사관과 학사사관은 각각 2년 4개월(군 가산복무 지원금 지급 대상자 선발시 6년 4개월)과 3년(군 가산복무 지원금 지급 대상자 선발시 7년)의 의무복무기간이 부여되며, 간부사관 또한 3년의 의무복무기간이 부여된다. 육군학생군사학교는 문무를 겸한 강한 초급장교 육성을 목표로 하고 있으며, 임관 후 장기 복무자로 선발될 경우 영관 및 장군까지 진급하여 복무할 수 있다.

## 저명한 동문(軍 예비역)

### 대장(大將)
| # | 이름           | 기수      | 주 요 경 력                                          | 출신대학   |
| - | -------------- | --------- | ---------------------------------------------------- | ---------- |
| 1 | 박세환(朴世煥) | 학군 1기  | 2군사령관, 8군단장, 육군교육사령관                   | 고려대     |
| 2 | 김진호(金辰浩) | 학군 2기  | 합동참모의장, 2군사령관, 1군단장                     | 고려대     |
| 3 | 홍순호(洪淳昊) | 학군 4기  | 2군사령관, 수도군단장, 국방정보본부장                | 서울대     |
| 4 | 조재토(趙在土) | 학군 9기  | 2군사령관, 9군단장, 합참 인사군수본부장              | 전북대     |
| 5 | 이철휘(李哲徽) | 학군 13기 | 2작전사령관, 8군단장, 52사단장                       | 명지대     |
| 6 | 박한기(朴漢基) | 학군 21기 | 합동참모의장, 제2작전사령관, 제8군단장               | 서울시립대 |
| 7 | 남영신(南泳臣) | 학군 23기 | 지상작전사령관, 군사안보지원사령관, 육군특수전사령관 | 동아대     |
| 8 | 신희현(申熙鉉) | 학군 27기 | 제2작전사령관, 제3군단장, 제2신속대응사단장          | 한남대     |

### 중장(中將)
| 성 명  | 주 요 경 력             | 출신대학   | 기수      |
| 서경석 | 6군단장                 | 고려대     | 학군 3기  |
| 임재문 | 기무사령관              | 건국대     | 학군 3기  |
| 노연웅 | 11군단장                | 건국대     | 학군 5기  |
| 이선민 | 7군단장                 | 부산대     | 학군 6기  |
| 조영호 | 9군단장                 | 충북대     | 학군 7기  |
| 방판칠 | 8군단장                 | 경상국립대 | 학군 8기  |
| 박창명 | 11군단장                | 경상국립대 | 학군 12기 |
| 이용광 | 6군단장                 | 경상국립대 | 학군 16기 |
| 임국선 | 7군단장                 | 원광대     | 학군 17기 |
| 이범수 | 6군단장                 | 원광대     | 학군 18기 |
| 고현수 | 제1야전군 부사령관      | 광운대     | 학군 20기 |
| 김성진 | 6군단장                 | 아주대     | 학군 22기 |
| 박상근 | 제3군단장               | 중앙대     | 학군 25기 |
| 최진규 | 지상작전사령부 부사령관 | 전남대     | 학사 9기  |
| 소영민 | 육군특수전사령관        | 전주대     | 학사 11기 |
| 이상철 | 지상작전사령부 참모장   | 한양대     | 학군 28기 |
| 고현석 | 제7기동군단장           | 동아대     | 학군 29기 |
| 박정택 | 수도군단장              | 순천향대   | 학군 30기 |

## 같이 보기
- 학군사관(ROTC)
- 학사사관(KAOCS)
- 간부사관
- 국방대학교
- 육군사관학교
- 육군3사관학교
- 해군사관학교
- 공군사관학교
- 국군간호사관학교
- 육군부사관학교
- 합동군사대학교